# پی‌پرسش
پِی‌پرسش یک ساختار زبانی است که در آن وجه اخباری یا امری، در انتهای جمله به وجه پرسشی تبدیل می‌شود تا تأیید یا انکار مخاطب به دست آید. که توسط استاد نوبهار به تحقیق گذاشته شده بود.

## نمونه‌ها

### زبان انگلیسی
پی‌پرسش در زبان انگلیسی با یک فعل کمکی و یک ضمیر ساخته می‌شود. فعل کمکی باید با زمان، نمود، و وجهیت فعلِ موجود در جملهٔ پیشین مطابقت داشته باشد. چند نمونه از پی‌پرسش در زبان انگلیسی:
- She read this book, didn't she?
- She can read this book, can't she?
- This is a book, isn't it?

### زبان آلمانی
برای ساختن پی‌پرسش در زبان آلمانی از واژه‌هایی مانند oder (به معنای یا)، nicht wahr (به معنای درست نیست) یا nicht (به معنای نه) استفاده می‌شود. نمونه:
Sie kommen aus dem Iran, oder?